# Kit Lambert
Kit Lambert (11 de maio de 1935 – 7 de abril de 1981) foi o produtor e empresário da banda The Who. Batizado Christopher Sebastian Lambert, ele era filho do famoso compositor clássico Constant Lambert.
Lambert serviu no Exército Britânico depois de entrar para a Universidade de Oxford. Ao receber baixa, voltou à Grã-Bretanha, tornando-se assistente de diretor em filmes como The Guns of Navarone e From Russia With Love (incluindo uma passagem pelo Brasil para a gravação de um documentário na Amazônia). Mais tarde ele e seu colega Chris Stamp decidiram fazer um filme estrelado por um grupo pop desconhecido; o grupo que eles escolheram foi o The High Numbers, que depois tornaria-se o The Who. Lambert eventualmente abandonaria o cinema, tornando-se empresário da banda. Ele substituiu Shel Talmy como produtor do grupo em 1966.
Lambert convenceu Pete Townshend a se afastar das composições simples de seus primeiros álbuns e adotar um estilo mais maduro. Isto fez com que o The Who progredisse do som mais evasivo de The Who Sell Out para temas mais complexos como Tommy.
O sucesso da banda fez com que Lambert fosse aos poucos se afastando do Who. Problemas financeiros (desvio de recursos do grupo descoberto por Roger Daltrey), fez com que ele deixasse de ser seu produtor em 1975. Ele ainda produziria agumas bandas de punk rock, mas seu vício em drogas não contribuiu em nada para que alcançasse algum sucesso. Lambert morreu em decorrência de uma hemorragia cerebral depois de cair da escada da casa de sua mãe em 1981. Townshend foi o único integrante do The Who a comparecer na cerimônia funeral, lendo uma elegia em homenagem a seu antigo mentor.